# Neighbors (1981)
Neighbors (Brasil: Estranhos Vizinhos ) é um filme estadunidense de 1981, do gênero comédia, baseado em livro de mesmo nome de Thomas Berger. Foi lançado pela Columbia Pictures, foi dirigido por John G. Avildsen e estrelado por John Belushi, Dan Aykroyd, Cathy Moriarty, e Kathryn Walker. O filme toma liberdades com a história de Berger e apresenta um final mais otimista. O roteiro do filme é oficialmente creditado a Larry Gelbart, embora tenha sido extensivamente reescrito para a desaprovação pública de Gelbart.
Foi o último filme de John Belushi, morto por overdose em 1982, quatro meses depois do lançamento do filme.

## Sinopse
Num bairro suburbano, um contador chamado Earl Keese (John Belushi) leva uma vida pacata e sem perspectivas com sua entediada esposa Enid Keese (Kathryn Walker). Até o dia em que conhece seus novos vizinhos, um casal formado por um sujeito bonachão (Dan Aykroyd) e a mulher sensual e provocante (Cathy Moriarty).

## Elenco
- John Belushi .... Earl Keese
- Dan Aykroyd .... Vic Zeck
- Cathy Moriarty .... Ramona Zeck
- Kathryn Walker .... Enid Keese
- Igors Gavon .... Chic
- Dru-Ann Chuckran .... mulher de Chic
- Tim Kazurinsky .... Pa Greavy
- Tino Insana .... Perry Greavy
- P. L. Brown .... oficial de polícia #1
- Henry Judd Baker .... oficial de polícia #2
- Lauren-Marie Taylor .... Elaine Keese
- Sherman G. Lloyd .... bombeiro #1 (DOC)
- Bert Kittel .... bombeiro #2
- J. B. Friend .... bombeiro adicional
- Bernie Friedman .... bombeiro adicional

## Produção
O best-seller de Thomas Berger, Neighbors ,foi publicado em 1980. A Columbia Pictures adquiriu os direitos de filmar o romance e reuniu um elenco e equipe de alto nível: Richard D. Zanuck e David Brown haviam produzido Jaws (1975); John G. Avildsen ganhou o Oscar 1977 por dirigir Rocky (1976); o veterano humorista Larry Gelbart desenvolveu a série de TV de sucesso M*A*S*H (1972-1983); e John Belushi e Dan Aykroyd foram as estrelas do Saturday Night Live da TV (no qual eles apareceram de 1975 a 1979) e do filme The Blues Brothers (1980). As protagonistas femininas do filme foram interpretadas por Cathy Moriarty, que fez sua estreia no cinema em Raging Bull (1980), de Martin Scorsese, e Kathryn Walker, que havia sido namorada do colega de National Lampoon de Belushi, Douglas Kenney (1946-1980).
A produção de Vizinhos foi conturbada. John Belushi e Dan Aykroyd trocaram seus papéis na pré-produção, agindo contra o tipo (o homem selvagem habitual Belushi interpretou o conde manso e o habitual-arqueiro Aykroyd interpretou o detestável Vic).

## Trilha sonora
Em dezembro de 2007, Varèse Sarabande lançou a trilha sonora de Neighbors em CD. O CD contém a trilha sonora de Bill Conti como ouvida no filme (faixas 1-30), bem como a trilha sonora não usada de Tom Scott (faixas 31-49).
| N.º | Título                       | Duração |  |
| 1.  | "Neighbors Main Title"       | 2:58    |  |
| 2.  | "New Neighbors"              | 3:41    |  |
| 3.  | "A Little T.V."              | 0.33    |  |
| 4.  | "Buying Dinner"              | 0:57    |  |
| 5.  | "Upstairs"                   | 1:21    |  |
| 6.  | "More T.V."                  | 1:32    |  |
| 7.  | "In the Yard"                | 1:11    |  |
| 8.  | "Looking Around"             | 2:42    |  |
| 9.  | "Home Sweet Home"            | 0:32    |  |
| 10. | "Baby's New Do"              | 0:43    |  |
| 11. | "The Swamp"                  | 0:56    |  |
| 12. | "Quicksand"                  | 3:18    |  |
| 13. | "Locked In"                  | 0:29    |  |
| 14. | "A Vivisectionist?"          | 1:10    |  |
| 15. | "Getting Towed"              | 0:43    |  |
| 16. | "Lights Out"                 | 0:28    |  |
| 17. | "Night Watch"                | 0:31    |  |
| 18. | "Let's Talk"                 | 1:00    |  |
| 19. | "Over Coffee"                | 0:28    |  |
| 20. | "I'll Be Back"               | 0:48    |  |
| 21. | "Friends?"                   | 0:43    |  |
| 22. | "Hi Neighbor"                | 1:52    |  |
| 23. | "Fire"                       | 0:18    |  |
| 24. | "There's No Place Like Home" | 1:42    |  |
| 25. | "Please Stay"                | 0:59    |  |

Enquanto o filme apresenta as canções "Hello, I Love You" de The Doors, "HolidayIn Cambodia" de Dead Kennedys, e "Stayin' Alive" dos Bee Gees, nenhuma das músicas estão incluídas no álbum da trilha sonora.